# Zodia rutilella
Zodia rutilella là một loài bướm đêm thuộc họ Choreutidae. Nó được tìm thấy ở Brasil.